# SDS+

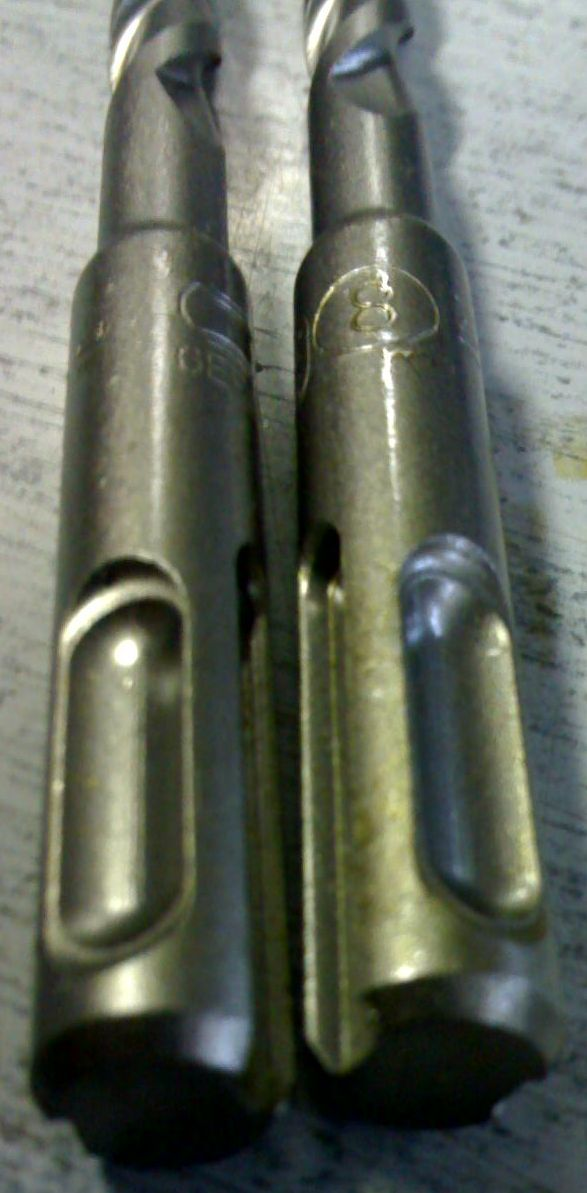
SDS+ verktygsfäste

SDS+ (SDS-Plus) är ett verktygsfäste främst avsett för borrhammare och bilningsmaskiner. SDS-systemet består idag av flera varianter från små till stora verktyg. SDS+ var den första varianten.  
SDS+ skiljer sig från t.ex. nyckelchuckar då verktygsbytet kan göras snabbare och utan att man behöver dra åt verktyget. SDS utvecklades av  Bosch och Hilti 1975. SDS står för "Stecken – Drehen – Sichern" (Infoga – Vrid – Säkra).  
Patentet för SDS-plus har gått ut och nu erbjuder många leverantörer både maskiner och verktyg med SDS-plusfäste.  

## Varianter
Det finns idag fyra varianter av SDS-verktygsfästen. SDS-systemet består idag av SDS-Plus (SDS +), SDS-Topp, SDS-Max och SDS-Quick. Dessa varianter är inte utbytbara men det finns adaptrar för att överbrygga mella de olika modellerna.
| Beteckning      | Diameter på verktygs-fästet | Stödyta för vridmomentöverförings | beskrivning |
| --------------- | --------------------------- | --------------------------------- | --- |
| SDS-Max         | 18 mm                       | 160 mm 2                          | För tunga borrhammare (ca 5-10 kg). Utvecklades kort efter SDS+. |
| SDS-Topp        | 14 mm                       |                                   | Utvecklades av Bosch för mindre maskiner med hög prestanda. Men SDS-Topp blev ingen marknadssucce. Bosch har inte erbjudit någon maskin med SDS-Topp sedan 2009. Dock säljs det verktyg med SDS-Topp ännu. |

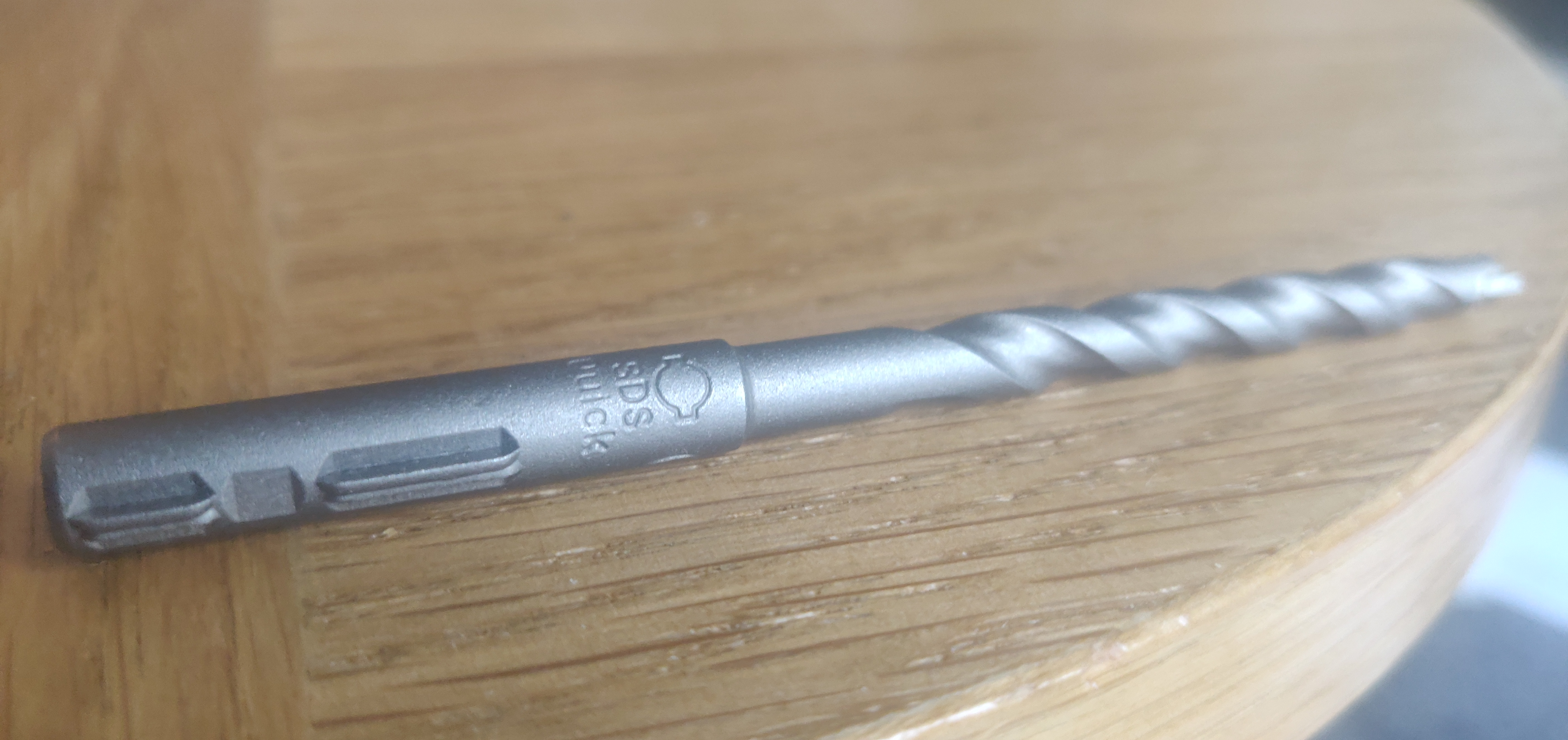
SDS-Quick verktygsfäste

| SDS+ (SDS-Plus) | 10 mm                       | 60 mm 2                           | Den första varianten inom SDS-systemet. Avsedd för medeltunga borrhammare (2-5 kg). |
| SDS-Quick       | 6,8 mm                      |                                   | Introducerad av Bosch 2011. Avsedd för lätta borr-, borr och skruvmaskiner samt lätta borrhammare (1-2 kg). Idag (2020) finns det inte så många maskiner med SDS-Quick-systemet. Men i och med att maskinerna blir allt kraftfullare (slår hårdare trots låg vikt) så har Bosch tagit fram SDS-Quick. Idag finns Bosch-Uneo och Bosch-Uneo Maxx, båda sladdlösa hammarborrare, med SDS-Quick. |